# Dougaloplus echinatus
Dougaloplus echinatus är en ormstjärneart som först beskrevs av Ljungman 1867.  Dougaloplus echinatus ingår i släktet Dougaloplus och familjen trådormstjärnor.
Artens utbredningsområde är Röda havet. Inga underarter finns listade i Catalogue of Life.